# Pohnpei
Pohnpei (tot 1984 Ponape) is een deelstaat van Micronesië, bestaande uit het gelijknamige hoofdeiland en 162 zeer kleine eilandjes en atollen. De oppervlakte van de deelstaat is 344 km², waarvan het hoofdeiland zo'n 330 km² inneemt. Pohnpei telt 35.000 inwoners; op Chuuk na de meeste van de vier deelstaten. Men spreekt er voornamelijk Pohnpeiaans en Engels.
De hoofdplaats van Pohnpei is Kolonia. Op het eiland ligt ook Palikir, de hoofdstad van Micronesië.
Voor de kust van Pohnpei ligt de ruïnestad Nan Madol.

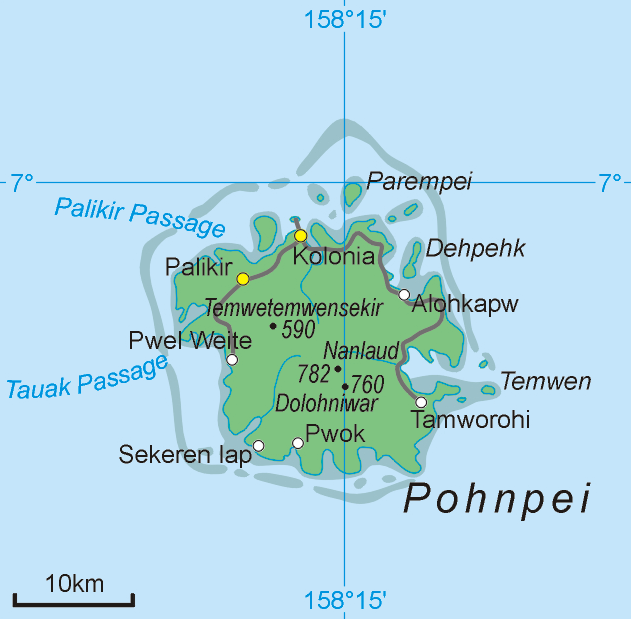
Kaart van het hoofdeiland Pohnpei

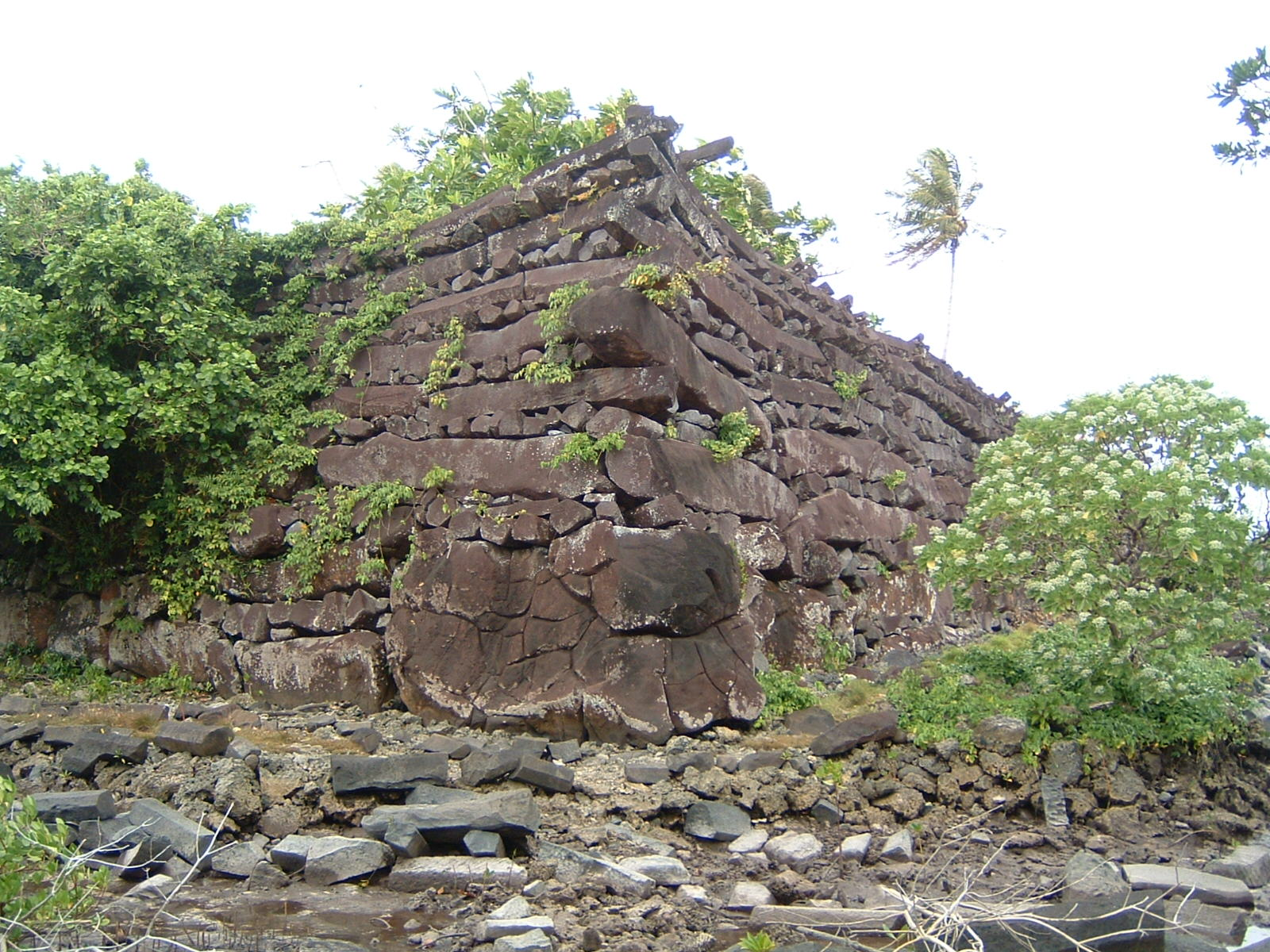
Megalithische muren van Pohnpei

## Geografie
Het hoogste punt is 791 meter.
De volgende zoogdieren komen er voor:
- Huismuis (Mus domesticus) (geïntroduceerd)
- Polynesische rat (Rattus exulans) (geïntroduceerd)
- Bruine rat (Rattus norvegicus) (geïntroduceerd)
- Aziatische zwarte rat (Rattus tanezumi)
- Pohnpeivleerhond (Pteropus molossinus)
- Emballonura semicaudata, een vleermuis

## Gemeenten
- Kapingamarangi
- Kitti
- Kolonia
- Madolenihmw
- Mokil
- Nett
- Ngatik
- Nukuoro
- Oroluk
- Pingelap
- Sokehs
- U

## Geboren
- Leo Falcam (1930), president van Micronesië (1999-2003)
- Peter Christian (1947), president van Micronesië (2015-2019)

Kapingamarangi · Kitti · Kolonia · Madolenihmw · Mokil · Nett · Ngatik · Nukuoro · Oroluk · Pingelap · Sokehs · U · Sapwalap
Chuuk · Kosrae · Pohnpei · Yap